# WinHelp
Microsoft WinHelp là một định dạng trợ giúp trực tuyến riêng có thể được hiển thị bởi trình duyệt Microsoft Help winhelp.exe hoặc winhlp32.exe. Định dạng file này được dựa trên Rich Text Format (RTF). Nó vẫn là nền tảng Trợ Giúp phổ biến từ nền tảng  Windows 3.0 cho đến Windows XP. WinHelp đã bị gỡ bõ trên Windows Vista để ngăn cản các nhà phát triển phần mềm không sử dụng lại định dạng lỗi thời này và khuyến khích họ sử dụng các định dạng Trợ giúp mới hơn.

## Lịch sử
- 1990 - WinHelp 1.0 được đi kèm với Windows 3.0.
- 1995 - WinHelp 4.0 đi kèm với Windows 95 / Windows NT.
- 2006 - Microsoft tuyên bố họ sẽ từ bỏ hỗ trợ WinHelp từ từ. WinHelp không được đi kèm theo Windows Vista. Các file WinHelp bao gồm các dạng 16 bi và 32 bit. Vista xử lý những file này theo cách khác. Định dạng.hlp, Windows cảnh báo rằng định dạng này k còn được hỗ trợ. Một phiên bản dùng để xem có thể download được cho các file.hlp 32 bit đã được Microsoft hỗ trợ trên trang Microsoft Download Center.[1][2] Các file WinHelp 16 bit tiếp tục được hiển thị trên Windows Vista (chỉ trên phiên bản 32 bit) mà không cần phải download chương trình viewer (chương trình dùng để xem).
- 14/10/2009 - Microsoft tuyên bố một chương trình Windows Help (WinHlp32.exe) có thể tải về được cho Windows 7 tại Microsoft Download Center.[3]

## Định dạng tập tin
File WinHelp có đuôi là".hlp". Nó có thể đi kèm bởi một file bảng nội dung tùy chọn (.cnt) nếu nhà phát triển file help tạo ra. Khi Windows mở một file Winhelp, nó tạo ra một file.gid trong cùng thư mục, chứa những thông tin về file.hlp như kích thước cửa sổ và thư mục lưu. Nếu người dùng nhấp vào thẻ "Find" và kích hoạt keyword indexing (thư mục hóa từ khóa), Windows sẽ tạo một file index(chỉ mục) với đuôi.fts (full text search-tìm kiếm toàn văn bản).
Một số công cụ phần mềm có thể mở gói một file WinHelp thành các tài liệu chứa bên trong nó như —HPJ, CNT, RTF, BMP, SHG). Một file HPJ là một file dự án được tạo ra và chỉnh sửa bên trong Help Workshop (hoặc một công cụ quản trị help của một bên thứ ba). HPJ có chứa các thông tin về những file RTF để đóng gói thành file help, MAP ID và Alias để cung cấp các đường dẫn từ một ứng dụng gọi tới file help, và hiển thị file help (kích thước cửa sổ, các nút nhấn mặc định, sơ đồ màu,...). File CNT cung cấpmmottojo bảng nội dung cho file help. Một file SHG là một file đồ họa  "SHED" có thể tạo ra cơ bản một sơ đồ hình ảnh của các lần gọi help cho một file đồ họa (như.BMP).
Một số công cụ có thể đọc và xem cấu trúc của những file này. (Xem ví dụ Trợ giúp về RTF và winhelpcgi).